# Венера Прародительница (скульптура)
Венера Прародительница, Афродита в садах (лат. Venus Genetrix, др.-греч. Ἀφροδίτη ἐν κήποις) — тип античной  статуи, атрибуция которой вызывала в истории  искусствознания долгие споры.

## Иконография «Афродиты в садах», история открытия и атрибуции
Представляет собой изображение богини любви Афродиты, у римлян Венеры, в изящном движении примеряющей на себя ионийский хитон без рукавов — одеяние древнегреческой невесты. В левой руке богиня держит яблоко, дар Париса. «Тонкий прозрачный хитон не скрывает прекрасного тела, откровенная чувственность в трактовке формы, слегка манерная поза говорят о том, что перед нами не Афродита Урания, а Афродита Пандемос». Различия в иконографии Афродиты Урании (Небесной) и Афродиты Пандемос (Всенародной) сложились в период ранней древнегреческой классики.
Образ «Афродиты в садах» трактуют в качестве аллегории плодородия и вечной весны, но это не связано с её названием, достаточно условным. Одну из реплик статуи обнаружили в предместье Афин, «в садах» за городскими стенами. Другое повторение украшало фонтан Афинской Агоры, теперь оно хранится в Музее Агоры. Судя по количеству реплик, это произведение было не менее прославленным, чем «Афродита Книдская» Праксителя.
Несохранившийся бронзовый оригинал статуи приписывали скульптору Алкамену Младшему, ученику прославленного Фидия, и считали выполненным во второй половине V в. до н. э., полагая при этом, что было два Алкамена: Старший и Младший. Павсаний также сообщает, что в Афинах, в «Садах» (юго-восточном предместье Афин), «недалеко от храма» находится «самое прекрасное произведение Алкамена».
Однако стиль статуи, даже по сохранившимся повторениям, можно считать мало соответствующим стилю школы Фидия. Так, например, утверждал А. Фуртвенглер. Поэтому со временем «Афродиту в садах» стали считать произведением Алкамена Младшего, однако существование этого скульптора также остаётся недоказанным. В настоящее время большинство исследователей склоняется к версии, что бронзовый оригинал статуи создал в 420—410 годах до н. э. афинский скульптор Каллимах.
Самая известная римская реплика, статуя из паросского мрамора высотой 1,64 м, датируемая концом I века до н. э. — началом I века н. э., хранящаяся в парижском Лувре, была найдена в городе Фрежюс на юго-востоке Франции в 1650 году. Многие части: шея, левая рука, пальцы правой руки, плинтус и детали драпировки этой скульптуры — результат современной реставрации. С 1678 года скульптура находилась во дворце Тюильри и была перевезена оттуда в парк Версаля около 1685 года. Находится в Лувре с 1803 года. Эту статую идентифицируют как искомую статую Афродиты ἐν κήποις мастера Алкамена.
Многие варианты статуи находятся в разных европейских музеях, в том числе в Капитолийском музее «Чентрале Монтемартини» в Риме, в Метрополитен-музее в Нью-Йорке, Детройтском институте искусств, Музее Пола Гетти в Калифорнии, Королевском музее Онтарио в Торонто (Канада).
Еще одна римская копия статуи высотой 2,14 м (с чужеродной головой) находилась в коллекции Джан Пьетро Кампана, маркиза ди Кавелли, при распродаже которой в 1861 году она была приобретена для петербургского Эрмитажа. Другая статуя работы мастера неоаттической школы I в. до н. э. была приобретена в Италии для коллекции российского императора Павла I. Статую установили в «Руине» в Павловском парке. Уцелевший фрагмент (без рук и головы) обнаружен в 1919 году при раскопках парка. Ныне также хранится в петербургском Эрмитаже.

## Венера Прародительница
К типу древнегреческой «Афродиты в садах», без сомнения, восходит древнеримская иконография Венеры Прародительницы — легендарной основательницы патрицианского рода Юлиев, к которому принадлежал император Гай Юлий Цезарь.
В ночь перед решающим сражением при Фарсале в 48 году до н. э. Юлий Цезарь поклялся в случае победы посвятить храм в Риме богине Венере. После победы в этой битве  Юлий Цезарь стал римским диктатором  на 10 лет. Позднее сенат присвоил ему этот титул пожизненно. В исполнение своей клятвы Цезарь построил обещанный Храм Венеры-Прародительницы  на  Форуме Цезаря в Риме. Создавая этот храм и культ Венеры, Цезарь утверждал, что его собственные гены происходят от богини через Юлуса, сына Энея.
В целле храма находилась культовая статуя, созданная, по свидетельству Плиния со слов Варрона, скульптором Аркесилаем. Похожая, но также несохранившаяся, статуя с именем Сабина, изображена на реверсе (оборотной стороне) римского денария с надписью «VENERI GENETRICI» и изображением Вибии Сабины на аверсе (лицевой стороне). Иконографический тип статуи Аркесилая, имеющий многочисленные мраморные и бронзовые реплики, был идентифицирован как Venus Genetrix Эннио Висконти в его каталоге папских коллекций Музея Пио Клементино Ватикана. Эта статуя дополнена головой римского портрета Сабины.

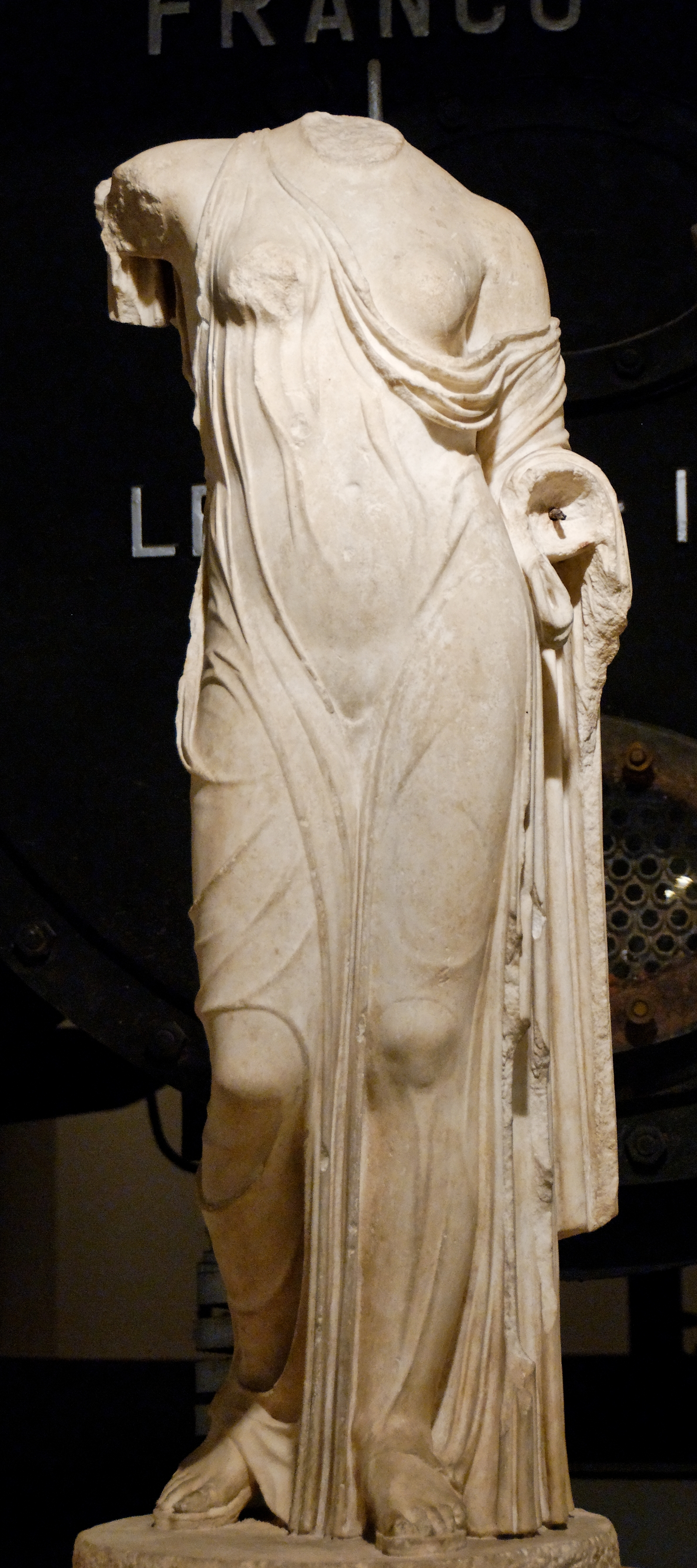
Музей Чентрале Монтемартини, Рим
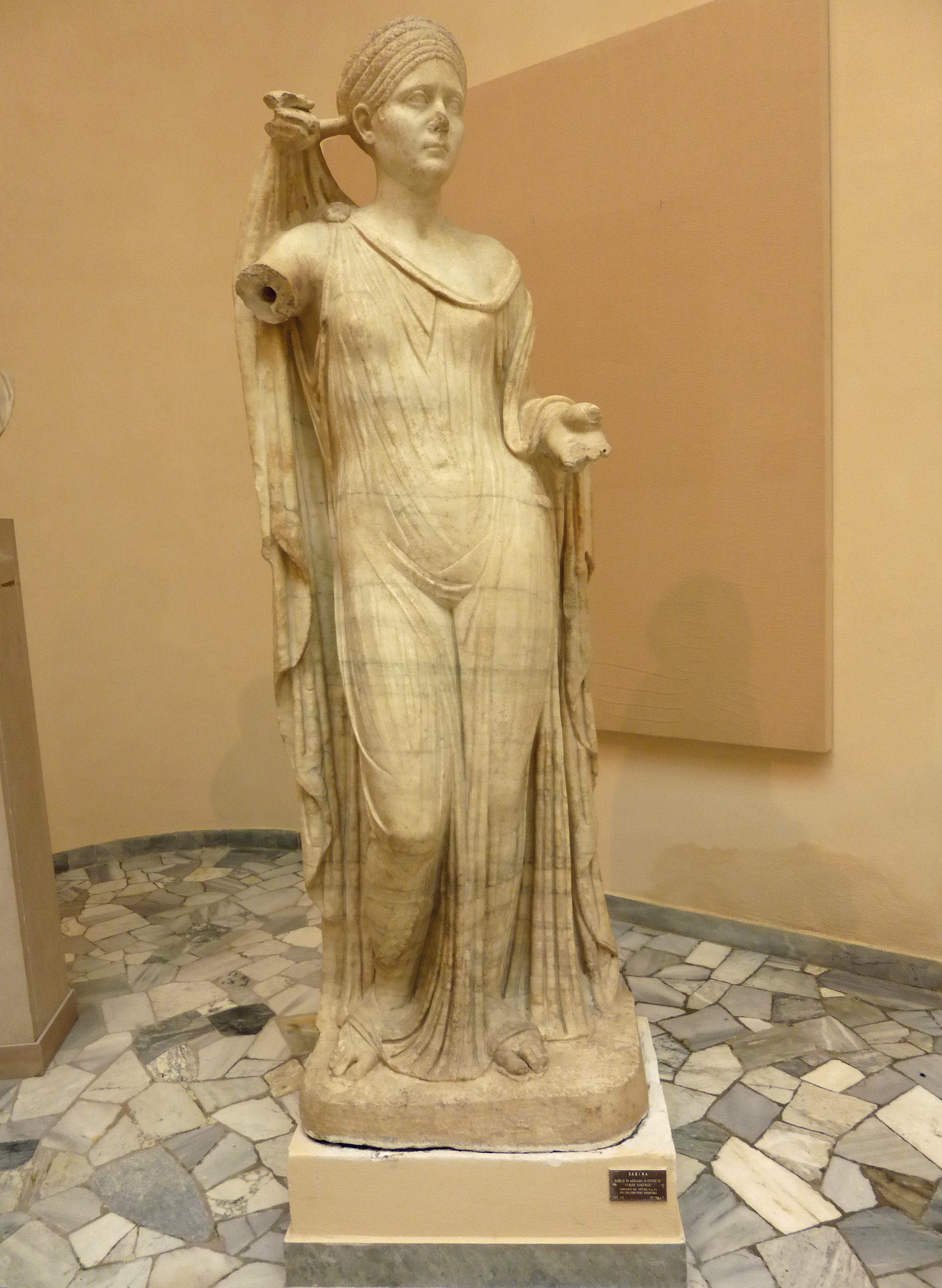
Археологический музей, Остия-Антика
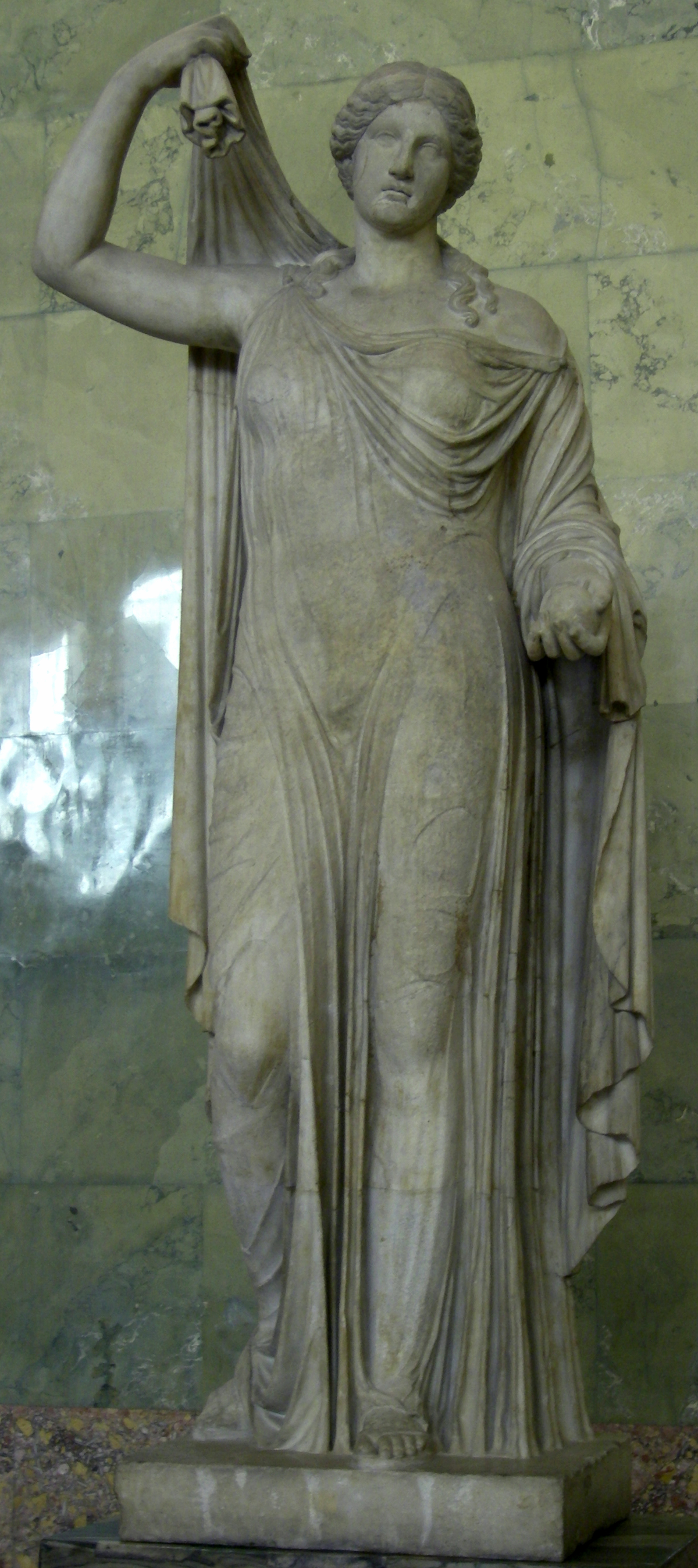
Эрмитаж, Санкт-Петербург
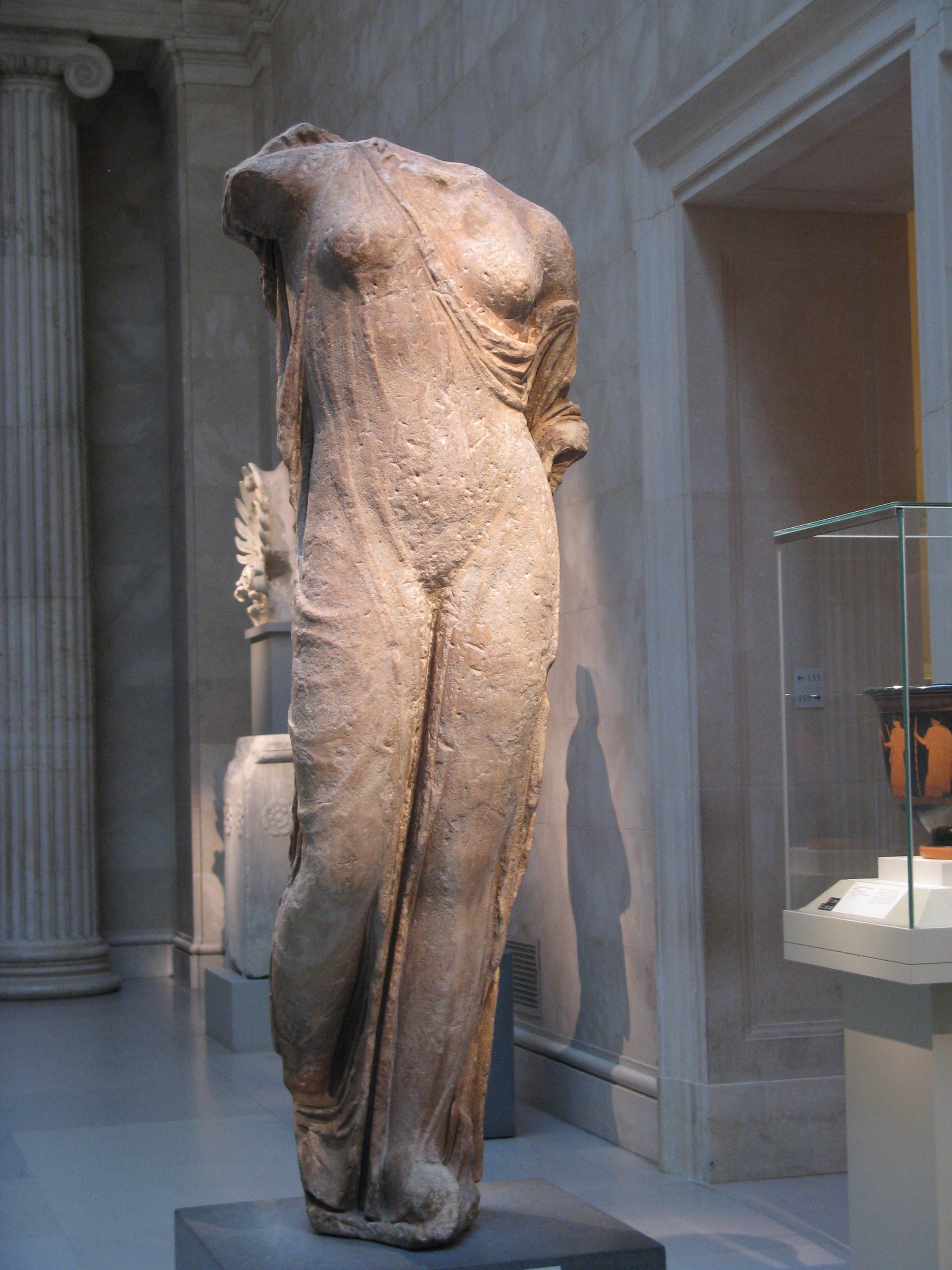
Метрополитен-музей, Нью-Йорк